# 태릉푸른동산
태릉푸른동산(泰陵-)은 불암산 자락에 있는 공원이다. 사격공원이라고도 불린다.

## 개요
불암산 자락에는 조선조 제13대 명종의 능침인 강릉과 그의 모후인 문정왕후가 묻힌 태릉이 있고, 주변의 숲이 울창하므로 시내버스를 이용해 갈 수 있는 가장 가까운 낙엽길이기도 하다. 그늘에서 삼림욕을 즐기고, 클레이사격으로 일상에서 쌓인 스트레스와 피로를 씻어낼 수 있는 곳이다. 클레이사격은 고등학생 이상이면 누구나 할 수 있고, 여성도 부담 없이 즐길 수 있다. 어린이들을 위한 공기총 사격장과 2000여 평에 달하는 야외수영장도 있으며, 태릉∼공릉4거리∼상계동∼도봉동∼의정부∼동두천∼소요산을 잇는 40km구간도 꽃길 자전거 하이킹 코스로 인기 있다.

## 교통
- ● 서울 지하철 6호선 화랑대역에서 도보 10~15분

## 같이 보기
- 태강릉
- 불암산

 본 문서에는 서울특별시에서 지식공유 프로젝트를 통해 퍼블릭 도메인으로 공개한 저작물을 기초로 작성된 내용이 포함되어 있습니다.